# 胡志明主席陵

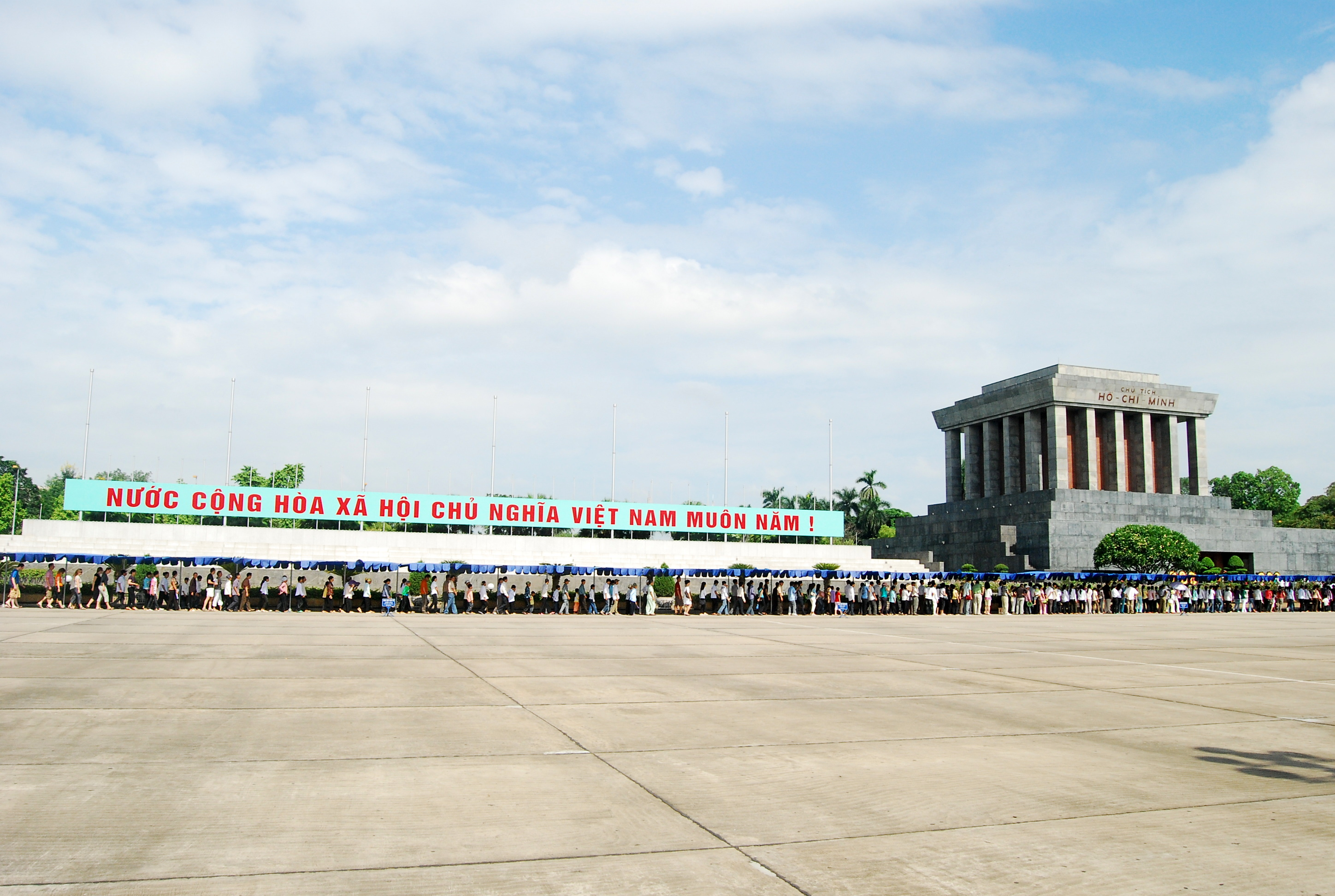
门前广场

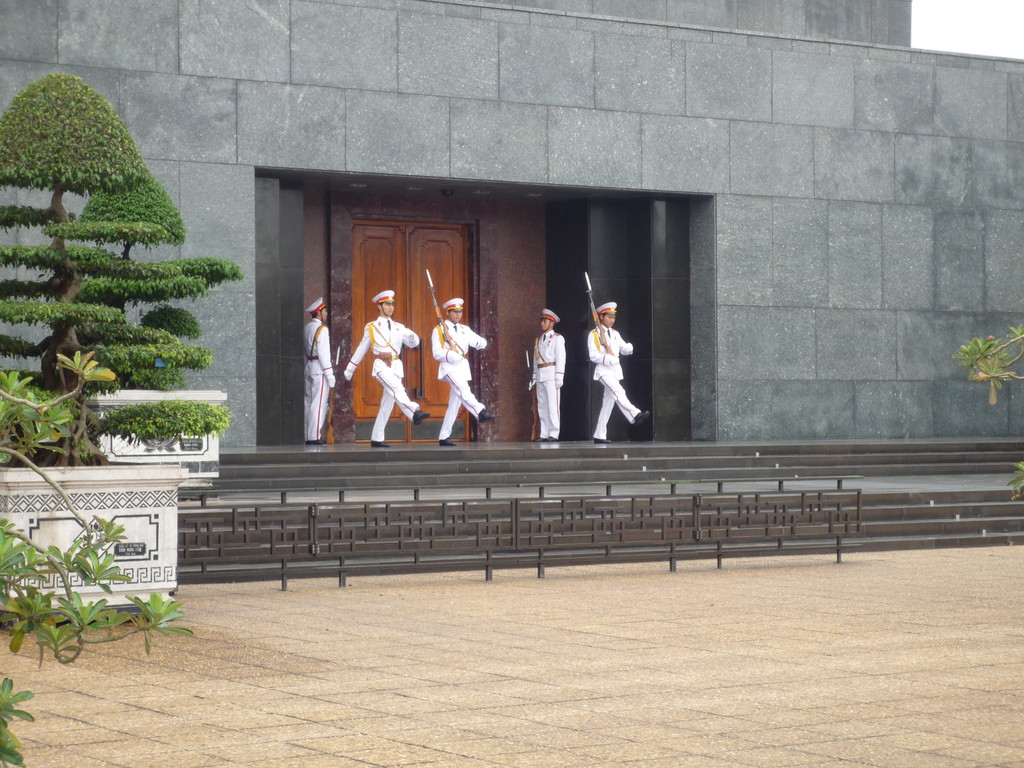
警卫换岗

21°2′N 105°50′E / 21.033°N 105.833°E
胡志明主席陵（越南语：／）位于越南首都河內市的市中央巴亭广场，是前越南革命领导人、越南劳动党中央委员会主席胡志明的陵墓。

## 概况
胡志明在他的遗嘱中讲道，希望身后被火化，并把他的骨灰埋在越南中部、南部、同北部的山銮上，他还讲，他倾向于火葬，因为“火葬比墓地更卫生，也可节省一些农业用地” 。后来越共建立该陵园时，违反了胡志明的生前愿望。由於越共中央未經其同意便在他去世兩年前派人前往莫斯科聯繫專家商議去世後的遺體防腐保存工作，並提前從中國訂製水晶棺；即使正值越戰美軍對於河內轟炸最為頻繁的時期，遺體依然迅速被秘密轉移至市北叢林山洞中處理。因此胡志明的遺體保存狀況非常完好。
胡志明主席陵的建设工作始于1973年9月2日，1975年8月29日宣告结构正式落成。陵墓的灵感主要来自莫斯科的列宁墓。并加入越南建筑的独特成分，如坡形屋面。所用灰色花岗岩材料，内里有灰色、黑色、红色磨制。门廊上方以紅寶石鑲嵌有越南文「胡志明主席」（CHỦ TỊCH HỒ-CHÍ-MINH）大字。 
胡志明主席陵主结构高为21.6米，宽41.2米。陵墓两侧有两个平台，七级阶梯。陵墓正门前广场上分为240个小绿带，各宽1.4米。陵墓周围的花园里有超过240种花卉植物，均来自越南不同的地区。 胡志明的遗体是保存在中央大厅由中华人民共和国提供的水晶棺中，入內需經過蜿蜒曲折的墓道，多次上下樓梯進入。水晶棺內的胡志明遺體頭部靠牆擺放，穿著人們熟悉的褪色咔嘰布中山裝和橡膠涼鞋，面色紅潤儀態安詳，雙手垂放於胸前，標誌性的鬍鬚清晰可見。參拜者自遺體右手側進入參拜於左側離開。水晶棺由军方仪仗队守护。在暗淡的灯光下水晶玻璃会楚楚生辉。墓室內的氣氛嚴肅且凝重。
胡志明主席陵开放时间为周二至周四及周六日的上午9:00至11:00開放，10:15後禁止入場。每年冬季會閉館，其它時間也會進行不定期閉館檢查保養。開館時間巴亭廣場設有移動安檢亭，安檢後所有參觀者都在軍人和工作人員指揮下排成整齊的隊伍。外國人參觀必須提前團體預約，否則只能等所有預約過的團體參拜結束後有時間才能排隊進入陵墓。今天游客来自世界各地，其中包括很多外国政要。陵墓偶尔也会因为修复和维护工作而封闭。 
胡志明主席陵里有严格的着装与行为规则，如必须覆盖全腿，在访问陵墓时要保持沉默、严肃，并成两行行进等等，工作人员和警卫们会严格执行这些规则。但是除存包外，並沒有人過分限制穿著和電子物品的帶入。正對陵墓大門的牆壁上鐫刻著胡主席的名言「沒有什麼比獨立、自由更可貴了」。
許多越南黨和國家領導人與本地民眾每逢節日，或外國元首及政府首腦訪問越南之際，都會拜謁胡志明主席陵並瞻仰其遺容。

### 國內相關
- 胡志明博物館
- 胡志明市公墓
- 胡志明市烈士陵園
- 枚驛公墓
- 黎筍同志紀念館
- 孫德勝主席紀念區
- 范文同总理纪念区
- 長征總書記紀念區
- 阮文靈同志紀念館
- 武元甲大將陵園
- 杜梅總書記陵園

### 國外相關
- 列宁墓、克里姆林宮紅場墓園
- 中山陵、中正紀念堂
- 毛主席纪念堂、八寶山革命公墓
- 錦繡山太阳宮
- 蘇赫巴托爾墓
- 尼亞佐夫墓
- 卡里莫夫墓（俄语：Мечеть Хазрет-Хызр）
- 腓特烈斯费尔德中央公墓
- 凱山·豐威漢紀念館、永珍革命公墓
- 阿戈什蒂紐·內圖紀念館（葡萄牙語：Memorial Dr. António Agostinho Neto）
- 季米特洛夫墓
- 霍查紀念堂、阿爾巴尼亞國家烈士陵園
- 狄托陵園
- 維特科夫紀念碑（英语：National Monument in Vitkov）
- 卡羅爾公園（英语：Carol Park）
- 切·格瓦拉墓、聖伊菲熱尼亞公墓
- 加拉加斯革命博物館（西班牙语：Cuartel de la Montaña 4F）
- 馬拿瓜中央公園（西班牙语：Parque Central (Managua)）
- 福布斯·伯納姆陵寢（英语：Guyana Botanical Gardens）
- 莫三比克英雄廣場（德语：Praça dos Heróis Moçambicanos）
- 辛巴威國家英雄公墓（英语：National Heroes Acre (Zimbabwe)）
- 納米比亞國家英雄公墓（英语：Heroes' Acre (Namibia)）